# Clubiona germanica
Clubiona germanica este o specie de păianjeni din genul Clubiona, familia Clubionidae, descrisă de Thörell, 1871. Conform Catalogue of Life specia Clubiona germanica nu are subspecii cunoscute.